# سامي حداد (سياسي لبناني)
سامي حداد (ولد في 26 أغسطس 1950) رجل أعمال و سياسي ووزير لبناني.

## النشأة والدراسة
ولد في 26 أغسطس 1950. تخرج من الجامعة الأميركية في بيروت (AUB) في عام 1971 وحصل على شهادة البكالوريوس في الاقتصاد. ثم حصل على درجة الماجستير في الاقتصاد عام 1977 من نفس الجامعة. ثم تابع الدراسة للحصول على الدكتوراه في اقتصاديات التنمية 1977-1979 في جامعة ويسكونسن ماديسون.

## العمل
بدأ حياته المهنية في بنك سوسيتيه جنرال في بيروت. ثم شغل منصب مستشار لحاكم مصرف لبنان في الفترة الممتدة بين 1979-1981.

في عام 1981، بدأ العمل في مؤسسة التمويل الدولية (IFC)، وهي جزء من مجموعة البنك الدولي، وتدرّج في العديد من المناصب، بما في ذلك مدير منطقة الشرق الأوسط وشمال أفريقيا ومقرها في القاهرة. 

شغل منصب رئيس مجلس الإدارة في بنك بيبلوس حتى العام 2014.

يشغل حاليا منصب رئيس مجلس الإدارة في بنك الإعتماد الوطني

ويشغل أيضا مناصب إدارية في شركتي أوراسكوم للإنشاءات و غلوبال الهندسية.

## في الوزارة
تم تعيينه وزيرا للاقتصاد والتجارة في يوليو 2005.